# Enriqueta Pinto Garmendia

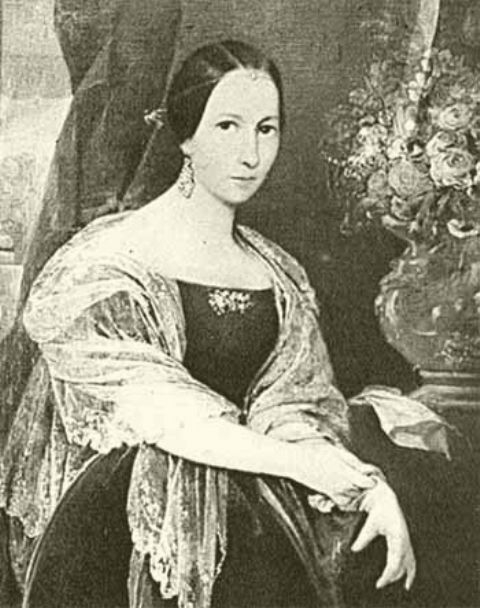
Enriqueta Pinto Garmendia

Enriqueta Pinto Garmendia, född 1815, död 1904 år, var Chiles första dam 1841-1851 då hon var gift med president Manuel Bulnes. 
Hon var dotter till Chiles president Francisco Antonio Pinto och gifte sig 1841 med Manuel Bulnes. Som presidentfru stod hon värd för en litterär salong i La Monedapalatset. Bland hennes gäster fanns Andrés Bello, Ignacio Domeyko och Claudio Gay.